# Lill-Hamntjärnen
Lill-Hamntjärnen är en sjö i Piteå kommun i Norrbotten och ingår i Rokån-Jävreåns kustområde.